# Goniochernes beieri
Espèce
Goniochernes beieri est une espèce de pseudoscorpions de la famille des Chernetidae.

## Distribution
Cette espèce est endémique de Guinée. Elle se rencontre dans les monts Nimba.

## Étymologie
Cette espèce est nommée en l'honneur de Max Beier.

## Publication originale
- Vachon, 1952 : La réserve naturelle intégrale du Mt. Nimba. II. Pseudoscorpions. Mémoires de l'Institut Français d'Afrique Noire, vol. 19, p. 17-43.